# Blackfriars Theatre
O teatro Blackfriars foi um dos teatros privados que tiveram maior relevância durante a época do renascimento inglês, talvez isso se deva ao trabalho que ali desenvolveu o famoso dramaturgo William Shakespeare.
Em 1275 se estabeleceu nas margens do rio Tâmisa um monastério de monges dominicanos que tinham a particularidade de se vestir com vestimentas escuras, é por causa deles que se começou a chamar de Blackfriars (Black: preto; Friars: frades). Estes monges tentaram ganhar a permissão das autoridades da cidade de Londres para dispor de todo um prédio para ser usado a sua vontade com toda liberdade, o qual permitia que uma região da cidade permanecesse fora do alcance dos puritanos e a favor do desenvolvimento da atividade teatral.
Em 1538 com a dissolução dos mosteiros por parte de Henrique VIII o recinto foi fechado assim como também seus jardins. O território foi dividido e vendido para a construção de grandes palácios.